# Chrome Dreams II
Chrome Dreams II dvacátédeváté studiové album kanadského hudebníka Neila Younga. Album vyšlo v říjnu 2007 a jeho producenty byli Neil Young a Niko Bolas uvedeni jako The Volume Dealers. Jde o sequel nevydaného alba Chrome Dreams z roku 1977.

## Seznam skladeb
| Pořadí         | Název              | Délka |
| -------------- | ------------------ | ----- |
| 1.             | Beautiful Bluebird | 4:27  |
| 2.             | Boxcar             | 2:44  |
| 3.             | Ordinary People    | 18:13 |
| 4.             | Shining Light      | 4:44  |
| 5.             | The Believer       | 2:39  |
| 6.             | Spirit Road        | 6:32  |
| 7.             | Dirty Old Man      | 3:17  |
| 8.             | Ever After         | 3:32  |
| 9.             | No Hidden Path     | 14:31 |
| 10.            | The Way            | 5:15  |
| Celková délka: | Celková délka:     | 66:19 |

## Obsazení
Základní sestava
- Neil Young – akustická kytara, elektrická kytara, banjo, harmonika, grand piano, varhany, vibrafon, perkuse, zpěv, doprovodný zpěv
- Ben Keith – pedálová steel kytara, lap slide kytara, dobro, elektrická kytara, varhany, zpěv, doprovodný zpěv, altsaxofon
- Rick Rosas – baskytara, zpěv, doprovodný zpěv
- Ralph Molina – bicí, perkuse, zpěv, doprovodný zpěv

Ostatní hudebníci
- Joe Canuck – zpěv
- Frank „Poncho“ Sampedro – kytara
- Chad Cromwell – bicí
- Steve Lawrence – tenorsaxofon, klávesy
- Larry Cragg – barytonsaxofon
- Claude Cailliet – pozoun
- John Fumo – trubka
- Tom Bray – trubka
- Nancy Hall – doprovodný zpěv
- Annie Stocking – doprovodný zpěv
- Pegi Young – doprovodný zpěv
- Larry Cragg – doprovodný zpěv